# Academia Portuguesa da História
A Academia Portuguesa da História GCSE • MHIH • MHCa (APH) é uma instituição científica com sede no Palácio dos Lilases, Alameda das Linhas de Torres, em Lisboa, criada nos termos do artigo 39.º do Regimento da Junta Nacional da Educação, aprovado pelo Decreto-Lei n.º 26 611 de 19 de Maio de 1936. A fundação insere-se na profunda reforma ideológica imposta pelo Estado Novo às instituições culturais e de ensino e investigação após a consolidação do Estado Novo. Iniciou as suas actividades em 9 de Janeiro de 1938, data da primeira reunião do seu Conselho Académico.

## Historial, estrutura e objectivos
O artigo 39.º do Regimento da Junta Nacional da Educação, aprovado pelo Decreto-Lei n.º 26 611 de 19 de Maio de 1936, estabelece o seguinte: "Sob a égide do Chefe de Estado, é fundada, junto do Arquivo Nacional da Torre do Tombo, a Academia Portuguesa da História, agremiação especializada dos eruditos que se entreguem à investigação e reconstituição crítica do passado, a qual terá como primeiros objectivos estimular e coordenar os esforços revisionistas para a reintegração da verdade histórica e enriquecer a documentação dos inauferíveis direitos de Portugal".
Fundada em 1936, numa altura em que o Estado Novo, ao celebrar o 10.º aniversário do 28 de Maio de 1926, o "ano X da Revolução Nacional", se consolidava e se assumia no contexto dos nacionalismos europeus da época, a instituição nasceu com uma forte carga ideológica, bem patente no artigo fundador.
Foi considerada herdeira da Academia Real da História Portuguesa, instituição fundada por D. João V por Decreto de 8 de Dezembro de 1720, que desenvolveu intensa actividade cultural, destacando-se por suas publicações. Tendo entrado em decadência a partir da segunda metade do século XVIII, acabou por se extinguir naturalmente. Por essa razão a instituição adoptou a mesma divisa de sua predecessora: "Restituet Omnia".
A instituição regeu-se inicialmente pelos Estatutos da Academia Portuguesa da História, aprovados pelo Decreto-Lei n.º 27913, de 31 de Julho de 1937, os quais foram substituídos pelo Decreto-Lei n.º 34451, de 19 de Março de 1945, e pelo Regulamento, aprovado pela Portaria n.º 10932, de 16 de Abril de 1945, com as alterações que, pouco depois, lhe introduziu a Portaria n.º 10956, de 15 de Maio do mesmo ano. Após o 25 de Abril de 1974 a instituição foi reformada, passando a reger-se por Estatutos aprovados pelo Decreto-Lei n.º 357/84, de 31 de Outubro, alterado pelo Decreto-Lei n.º 170/95, de 18 de Julho, pelo Decreto-Lei n.º 42/96, de 7 de Maio, e pelo Decreto-Lei n.º 373/98, de 23 de Novembro. A instituição passou para a dependência do Ministério da Cultura pelo Decreto-Lei n.º 296-A/95, de 17 de Novembro.
Apesar da carga ideológica e dos objectivos revisionistas e patrióticos plasmados no artigo fundador, a instituição soube autonomizar-se e sobreviver o fim do Estado Novo, afirmando-se no campo académico e credibilizando-se pela acção dos seus membros. Na actualidade, a instituição está integrada no Ministério da Cultura e prossegue por força dos respectivos Estatutos, os seguintes fins:
1. Realizar a investigação científica da história e tornar públicos os seus resultados;
2. Estimular e coordenar esforços tendentes ao rigoroso conhecimento da história nacional, no sentido de esclarecer a contribuição portuguesa para o progresso da Cultura e da Civilização;
3. Promover a publicação sistemática de fontes documentais que interessem à História portuguesa;
4. Publicar, em língua portuguesa ou em línguas estrangeiras, obras que contribuam para o conhecimento dos factos relacionados com a presença civilizadora de Portugal no Mundo;
5. Procurar servir de orientadora dos estudos históricos nacionais;
6. Cooperar em tudo o que respeita à inventariação e defesa do património histórico e documental da Nação, emitindo parecer sobre esta matéria sempre que lhe seja solicitado.

Os sócios da Academia agrupam-se nas seguintes categorias:
- De mérito, eleitos de entre os académicos de número ou de entre os historiadores nacionais e estrangeiros que mereçam ser distinguidos pela sua obra histórica ou serviços excepcionais;
- Honorários, título conferido a personalidades nacionais ou estrangeiras de reconhecido prestígio que hajam prestado relevantes serviços à Academia ou à cultura;
- De número, sendo que os académicos de número limitam-se a 40, dos quais: (1) 30 de nacionalidade portuguesa, residentes em Portugal, que ocuparão as cadeiras de 1 a 30; e (2) 10 de nacionalidade brasileira, a cujas cadeiras caberão os números 31 a 40;
- Correspondentes, sendo que os académicos correspondentes não excederão os 190, com a seguinte distribuição: (1) cidadãos portugueses - até 80; (2) cidadãos brasileiros - até 20; cidadãos dos restantes países e comunidades de expressão portuguesa - até 10; e (3) nacionais de outros países não compreendidos nas alíneas anteriores - até 80;
- Correspondentes supranumerários, categoria residual reservada aos «académicos supranumerários» admitidos até à entrada em vigor do Decreto-Lei n.º 170/95, de 18 de Julho.

A eleição para académicos correspondentes deve recair em pessoas que tenham demonstrado a sua competência pela publicação de importantes estudos de investigação e crítica.
O Presidente da República é presidente de honra da Academia, mas pode haver, excepcionalmente, outro presidente de honra, se algum académico português de mérito ou de número for distinguido com essa qualidade, caso em que abre vaga na sua cadeira e fica equiparado, com direitos e deveres, aos académicos de número.
A instituição publica o Boletim da Academia Portuguesa da História e os Anais da Academia Portuguesa da História, periódicos de natureza científica onde dá conta do trabalho dos seus membros:
- O Boletim, de edição anual, em que se inserem relações, eleições e bibliografias dos académicos e dos presidentes de honra, eleição do conselho académico, legislação, sumários das actas das sessões da assembleia dos académicos, das sessões solenes da Academia e das reuniões do conselho académico, relatórios anuais e outros cuja publicação se considere conveniente, lista das obras editadas pela Academia e das espécies que entrarem na sua biblioteca e arquivo;
- Os Anais, sem natureza periódica, mas de que deve sair, pelo menos, um volume em cada ano, que se destinam à publicação de comunicações e estudos históricos da autoria dos académicos.

## Condecorações
- Grã-Cruz da Ordem Militar de Sant'Iago da Espada de Portugal (20 de junho de 1941)
- Membro-Honorário da Ordem do Infante D. Henrique de Portugal (25 de janeiro de 1988)
- Membro-Honorário da Ordem de Camões de Portugal (6 de dezembro de 2021)[7]

## Presidentes
- António Garcia Ribeiro de Vasconcelos (1936-1941)
- vago (1941-1945)
- José Caeiro da Mata (1945-1963)
- Possidónio Mateus Laranjo Coelho (1964-1966)
- Manuel Lopes de Almeida (1966-1972)
- António da Silva Rego (1972-1975)
- Joaquim Veríssimo Serrão (1975-2006)
- Manuela Mendonça (2006- )